# 합천 삼가고분군
합천 삼가고분군(陜川 三嘉古墳群)은 대한민국 경상남도 합천군 삼가면 양전리에 있는 가야의 고분군이다. 1974년 2월 16일 경상남도의 기념물 제8호 삼가고분군으로 지정되었다가, 2018년 12월 20일 현재의 명칭으로 변경되었다. 2021년에 대한민국의 사적으로 지정되었다. 다곽식고분 구조가 삼가고분군의 독특한 특징으로 지목된다.

## 개요
330여기의 고총고분이 조영된 가야 내륙지역의 중심 고분군으로, 현재 경상남도 합천군 양전리에 해발 190m의 능선 위에 위치한다.
무덤은 지름 15∼30m 정도의 봉토로 되어 있으며, 무덤의 남쪽 끝은 도굴된 널무덤(토광묘)이 있다. 81년 발굴조사를 통해 9기의 무덤이 조사되었다. 구조는 구덩식돌덧널무덤(수혈식석곽묘), 굴식돌방무덤(횡혈식석실묘)이 확인되었고, 장신구류와 무기류를 비롯해 다양한 유물이 출토되었다.
무덤의 구조와 유물을 통해 4세기 초에서 6세기 중엽의 무덤으로 추정된다. 삼가 무덤들은 가야 무덤의 발달과정과 지역문화의 역사를 밝히는 중요한 자료로 평가된다.

## 유물
삼가 고분군에서는 다양한 종류의 유물들이 발굴되어 가야의 문화와 교류를 이해하는 데 중요한 단서를 제공한다. 이 고분군에서 출토된 유물들은 대가야 양식의 토기, 아라가야 토기, 그리고 신라 토기 등으로, 삼가 지역이 가야뿐만 아니라 주변 국가들과도 활발한 교류를 했음을 보여준다. 특히, 고분에서 발견된 마구류와 무기류는 상가 고분군이 당시 삼가 지역의 지배층의 무덤임을 시사하며, 피장자의 사회적 지위를 나타낸다.

## 의의

### 가야 고분의 변천과정
합천 삼가 고분군은 1~7세기 사이 널무덤(목관묘) → 덧널무덤(목곽묘) → 구덩식돌덧널무덤(수혈식석곽묘) → 굴식돌방무덤(횡혈식석실묘)에 이르는 가야 고분의 구조, 규모의 변천 과정과 더불어, 외형과 부장품 품목 구성의 변화를 통하여 가야 내륙지역에서 가야 소국으로의 정치체 성립과 성장, 발전, 소멸의 전 과정을 드러내는 유적으로 역사ㆍ학술 가치가 뛰어나다 평가된다.

### 가야 사회상
고분의 입지, 봉분 규모, 매장주체시설의 수, 부장품 품목 구성 등에서 고분군을 형성한 집단의 사회 위계를 짐작할 수 있으며, 5세기 중엽부터 6세기 중엽에 다수의 매장시설이 중첩 확장된 구조를 이 유적에서 이름을 따와 ‘삼가식 고분’이라 칭한다. 이 삼가식 고분의 분포 범위를 통해, 가야 내륙지역 정치체의 규모와 존재 양상 등을 추정할 수 있다.

### 가야 토기 문화의 변천과정
토기 양식의 변화를 보면 소가야 양식 토기와 대가야 양식 토기가 병존하다가 6세기 전반부터는 대가야 양식 토기가 부장되어 있다. 1~7세기에 걸쳐 고식 와질토기 → 신식 와질토기 → 고식도질토기 → 소가야 양식 토기 → 대가야 양식 토기로의 점진적인 변화상이 뚜렷하여 가야의 문화 변천과 특정 가야로의 문화적 귀속을 보여준다.
이처럼  합천 삼가 고분군은 소가야, 대가야, 아라가야와 신라지역의 토기가 다양하게 출토되고, 제가야와 신라 토기 특성이 융합된 토기들의 생산 양상, 삼가식 고분의 축조방식 등을 통해 가야권역 내륙지역 정치체의 변천이 잘 드러나는 유적이다.

## 현지 안내문
이 일대의 낮은 구릉 위와 겨아면에 분포되어 있는 크고 작은 무덤들은 5~6세기에 걸쳐 만들어진 옛 가야시대의 무덤으로 알려져 있다.
1981년 부산의 동아대학교 박물관에 의해 부분적인 발굴조사가 이루어져 내용과 성격이 밝혀지게 되었다.
무덤의 형태는 하나의 봉토에 하나의 무덤만 있는 단곽묘와 둘이상의 무덤이 있는 다곽묘도 있어 형태가 다양했고, 유물 역시 장신구류, 무기류 등 다양했다.
이와 같이 무덤의 구조와 출토된 유물을 통해 당시의 문화를 구명할 수 있게 됨으로써 이 유적이 차지하는 비중이 매우 크게 되었다.

## 주해
1. ↑  하나의 봉분에 다수의 매장시설이 설치된 고분으로, 한 봉분 안에 돌덧널을 추가 조성할 경우 기존의 봉분 일부를 절개하여 새로운 매장시설을 만들고 이러한 매장행위가 반복되면 거대한 하나의 봉분이 형성. 삼가식 고분은 이러한 방식으로 봉분 5m 내외인 다수의 고분들이 짧은 시차를 두고 중첩 확장된 구조임.
2. ↑  원삼국시대에 유행한 토기로 기와와 비슷한 색조의 약간 무른 토기. 기원전 1세기의 고식 와질토기와 기원후 2세기에 출현한 신식 와질토기로 구분
3. ↑  4세기대를 중심으로 영남지역에서 공통적으로 확인. 통모양굽다리접시, 화로모양그릇받침, 손잡이달린잔이 대표적 기종
4. ↑  고성, 진주 등 경남 서부지역에 폭넓게 분포. 굽다리접시, 수평입항아리, 원통모양그릇받침이 대표적 기종

## 참고 자료
- 삼가고분군 - 국가유산청 국가유산포털
- 이 문서에는 문화재청에서 공공누리 제1유형으로 배포된 자료를 바탕으로 한 내용이 포함되어 있습니다.